# بيونوفو
كانت بيونوفو شركة أمريكية للتِّكنولوجيا البَيولوجِيَّة التي تركز على اكتشاف وتطوير علاجات المستمدة من النباتات لصحة النساء و علاج السرطان مقرها في إميريفيلي (كاليفورنيا). كان لدى الشركة اثنين من العقاقير المرشحين في التجارب السريرية في إدارة الغذاء والدواء الأمريكية (FDA) - (المعروفة سابقًا باسم MF101) وهي عبارة عن مستقبل انتقائي لمستقبلات هرمون الاستروجين من أجل الهبات الساخنة المرتبطة بانقطاع الطمث (سابقًا BZL101)لسرطان الثدي. توقفت الشركة عن نشاطها ولم يتم نقل أسهمها ، بالرغم من أنها مدرجة في القائمة ،  لم تتحرك من 0،00 دولار أمريكي منذ نهاية عام 2012. لم يصدر أي بيان من قبل الإدارة، كما لم تعط أي إشارة إلى أن الشركة لا تزال نشطة. كان البيان الصحفي الأخير حول بيع جميع المعدات التقنية وتسريح 90 ٪ من الموظفين. باختصار ، فإن الشركة تم إفلاسها وإغلاقها ، على الرغم من أن الإدارة لم تقبل بذلك رسميا.

## منصة الاكتشاف والتطوير
استخدمت بيونوفو الطب الصيني التقليدي (TCM) كمحرك الاكتشاف وعزل وتنقية واختبار المكونات النشطة القوية من الأعشاب والنباتات الأخرى ، ثم صياغتها في منتجات يمكن تعبئتها كمساحيق أو حبوب لاستخدامها بسهولة من قبل المرضى.
حددت الشركة العناصر الكيميائية النشطة التي تقوم عليها آلية العمل لجميع المرشحين الرئيسيين لعقاقيرهم، وفي بعض الحالات ، طورت أساليب إنتاجية اصطناعية. إنهم يطورون عقاقيرهم وفقًا للإرشادات الدوائية النباتية التي وضعتها إدارة الغذاء والدواء الأمريكية.
.

## خط أنابيب الأدوية
كان لدي بينوفو خط أنابيب الدواء يحتوي على اثنين من الأدوية المرشحة في التجارب السريرية والعديد من المرشحين الإضافيين الذين تم وضعهم للدخول في التجارب السريرية عند تلقي التمويل أو الشراكة.

### مينيربا
كان مينيربا (المعروف سابقًا باسم MF101) ، وهو المرشح الرائد لعقار بيونوفو ، وهو مستحضر انتقائي جديد لمستقبلات الاستروجين بيتا (ERβ) مصمم لعلاج الأعراض الحركية الوعائية (الهبات الساخنة) المرتبطة بانقطاع الطمث.
على الرغم من أن مينيربا هو مستقبل انتقائي لمستقبلات الاستروجين (SERM) وهو يختلف عن SERMs الأخرى المعتمدة من قبل إدارة الاغذية والعقاقيرFDA، مثل تاموكسيفين ورالوكسيفين، بما أن هذه الأدوية لها نشاط ناهض / مضاد مخلوط وليست انتقائية في التنظيم النسخي إلى واحد من اثنين من الأنواع الفرعية لمستقبلات الاستروجين المعروفة.
أكملت مينيربا تجربتها السريرية للمرحلة الثانية ، موضحة أن العقار آمن ، وفعال سريريًا وجيد التحمل. سيبدأ الدواء تجربته السريرية المرحلة الثالثة و لكن في انتظار موافقة إدارة الغذاء والدواء.

### بيزيلي
بزييلي  (وتسمى أيضا BZL101) هو دواء فموي مصمم لعلاج المراحل المتقدمة من سرطان الثدي. ويستمد الدواء من عشب، درقة، والذي يستخدم في الطب الصيني التقليدي لعلاج السرطان. بيزيل غير السامة للخلايا بشكل انتقائي لمعظم اثني عشر خطوط الخلايا السرطانية التي تم فحصها، وكذلك لعدد من خطوط الخلايا السرطانية من أصول الأنسجة المختلفة مثل سرطان البروستات والرئة والقولون والمبيض والبنكرياس.
وتستهدف آلية عمل بيزيلي الخلايا المريضة بينما تترك الخلايا الطبيعية  والسليمة عن طريق تثبيط إنتاج التحلل الجلدي. تعتمد الخلايا العادية بالدرجة الأولى على دورة حمض الستريك (> 85٪) وقليل جدًا على تحلل الجلوكوز (<7٪) لإنتاج الطاقة. في المقابل ، تعتمد الخلايا السرطانية بشكل كبير على تحلل الجلوكوز (> 85 ٪) لإنتاج الطاقة.
تحرض بيزيلي الإجهاد التأكسدي القوي في الخلايا السرطانية مما يؤدي إلى تلف شديد في الحمض النووي ، ولكن في الخلايا الطبيعية يكون تأثيره ضعيفًا نظرًا لمظهره الأيضي المختلف.
تحاول الخلايا السرطانية لكنها فشلت في النهاية في إصلاح تلف الحمض النووي الذي يؤدي إلى تثبيط تحلل السكر وموت الخلايا السرطانية بينما تبقى الخلايا الطبيعية دون أن تصاب بأذى. أكملت بيزيلي المرحلة 1 أ  و 1 ب التجارب السريرية لسرطان الثدي المتقدم.

### العقاقير المرشحون للمرحلة الأولى
سيلا (المعروفة أيضًا باسم VG101) للضمور المهبلي وافقت عليه إدارة الأغذية والأدوية FDA لبدء المرحلة الأولى من التجارب السريرية عند استلام التمويل.
ومن المقرر أن يبدأ كل من BN107 و BN108 ، المصممين لعلاج سرطان الثدي المتقدم ، في إجراء تجارب سريرية للمرحلة الأولى والثانية من التمويل.
كان من المقرر أن تبدأ بيزيلي تجربة سريرية المرحلة الأولى والثانية لعلاج سرطان البنكرياس عند التمويل.